# Kosakowo (gromada w powiecie kętrzyńskim)
Kosakowo – dawna gromada, czyli najmniejsza jednostka podziału terytorialnego Polskiej Rzeczypospolitej Ludowej w latach 1954–1972.
Gromady, z gromadzkimi radami narodowymi (GRN) jako organami władzy najniższego stopnia na wsi, funkcjonowały od reformy reorganizującej administrację wiejską przeprowadzonej jesienią 1954 do momentu ich zniesienia z dniem 1 stycznia 1973, tym samym wypierając organizację gminną w latach 1954–1972.
Gromadę Kosakowo z siedzibą GRN w Kosakowie utworzono – jako jedną z 8759 gromad na obszarze Polski – w powiecie kętrzyńskim w woj. olsztyńskim na mocy uchwały nr 15 WRN w Olsztynie z dnia 4 października 1954. W skład jednostki weszły obszary dotychczasowych gromad Kosakowo (bez miejscowości Wólka Jankowska) i Wilczyny (bez miejscowości Marszałki) ze zniesionej gminy Srokowo  w tymże powiecie. Dla gromady ustalono 10 członków gromadzkiej rady narodowej.
Gromadę zniesiono 1 stycznia 1958, a jej obszar włączono do gromad: Srokowo (wsie Kosakowo, Wilczyny i Stare Jegławki, osady Lipowo i Wilcza Wólka oraz PGR-y Skandławki, Kolkiejmy, Jegławki i Nowe Jegławki) i Bajory Wielkie (leśniczówki Oparczyska, Osikowo, Wilczyny, Jegławki i Marszałki) w tymże powiecie.